# 황후화
《황후화》(皇后花, 영어: Curse of the Golden Flower)는 중국 후당(後唐) 시대를 배경으로 한 장이머우 감독의 영화이다. 주윤발, 궁리, 저우제룬이 주연을 맡았으며 원작은 중국의 극작가 차오위(曹禺)의 《뇌우(雷雨》이다.
원제는 황소의 칠언절구 「부제후부국」(不第後賦菊)의 마지막 구인 《만성진대황금갑》(중국어 간체자: 满城尽带黄金甲, 정체자: 滿城盡帶黃金甲, 병음: Mǎnchéngjìndàihuángjīnjiǎ 만청진다이후앙진쟈[*])이다.

## 줄거리
10세기 초 혼란한 오대십국시대 928년 후당(後唐). 매일 일정 시간이 되면 의문의 약을 먹어야 하는 황후와 황후에게 차가운 황제. 중양절을 앞두고 황금으로 가득한 황궁에서 일어나는 황제와 황후, 태자를 비롯한 왕자들의 이야기이다.

## 등장인물
- 주윤발(周潤發) - 황제 역
- 궁리(鞏俐) - 황후 역
- 류예(劉燁) - 1황자 원상 역
- 저우제룬(周杰倫) - 2황자 원걸 역
- 친쥔제(秦俊杰) - 3황자 원성 역
- 예대홍(倪大紅) - 장 태의 역
- 천진(陳謹) - 장 태의의 처 역
- 리만(李曼) - 장선 역

## 한국어 더빙 성우진(MBC)
- 신성호 - 황제 (주윤발)
- 최성우 - 황후 (궁리)
- 최원형 - 원상 왕자 (류예)
- 김영선 - 원걸 왕자 (저우제룬)
- 류승곤 - 원성 왕자 (친쥔제)
- 박선영 - 장선 (리만)
- 김명수 - 장태의 (예대홍)
- 전임복 - 생모 (천진)
- 박태호
- 이성
- 김동현
- 이승환
- 전수빈
- 유상우
- 이민하
- 한경화